# 比布町立中央小学校
比布町立中央小学校（ぴっぷちょうりつ ちゅうおうしょうがっこう）は、北海道上川郡比布町にあった公立小学校。

## 沿革
- 1965年（昭和40年）4月1日 - 比布小学校（本校・西分校）・東園小学校を統合し比布町立中央小学校開校。
- 1966年（昭和41年）
  - 3月1日 - 校章制定。
  - 9月30日 - 南小学校を統合。
- 1967年（昭和42年）
  - 3月1日 - 父母と先生の会（PTA）創立。
  - 4月1日 - 校舎完成。
  - 8月14日 - 校訓『愛』（開学の精神）制定。
  - 8月15日 - グラウンド造成・完成。
  - 11月1日 - 校歌制定。
  - 11月3日 - 体育館完成。
  - 11月22日 - 落成式典と開校式典の両式典挙行。この日を開校記念日と定めた。
- 1969年（昭和44年）6月 - 校舎裏に簡易プール設置、理科造成園造成。
- 1970年（昭和45年）7月 - テニスコート2面造成。
- 1971年（昭和46年）5月12日 - 校庭等植樹（昭和50年まで逐次実施）。
- 1973年（昭和48年）8月28日 - グラウンドに遊具設置。
- 1974年（昭和49年）8月8日 - 開基80周年記念事業として門標設置。
- 1982年（昭和57年）10月29日 - 同窓会設立。
- 1991年（平成3年）7月9日 - 第1回夏の集会「中央小夏祭り」開催。
- 1992年（平成4年）
  - 5月21日 - 栽培園完成。
  - 6月22日 - テニスコート第1期工事完了。
- 1993年（平成5年）6月15日 - テニスコート第2期工事完了。
- 1994年（平成6年）
  - 6月17日 - 開基100周年記念植樹。
  - 9月6日 - 屋外トイレ設置。
  - 10月15日 - 「いちごっ子ふるさと館（郷土資料館）」完成。
  - 11月1日 - コンピュータ教室設置（16 台）。
- 1996年（平成8年）3月12日 - 同窓会より演台贈呈。
- 2000年（平成12年）
  - 2月13日 - 食堂方式による自校方式給食開始。
  - 8月30日 - 校舎屋根塗装（赤→緑）。
- 2002年（平成14年）8月15日 - 体育館床研磨、全塗装実施。
- 2003年（平成15年）4月1日 - 特別支援学級の教材教具・施設の整備。
- 2004年（平成16年）7月12日 - 学校評議員制導入。
- 2007年（平成19年）3月 - 校舎改築工事完了。
- 2008年（平成20年）
  - 2月 - 体育館改築工事完了。
  - 8月x日 - 外構工事完了。
  - 8月20日 - 新校舎落成記念式典挙行。
- 2009年（平成21年）4月1日 - 蘭留小学校を統合。
- 2010年（平成22年）4月20日 - 自転車小屋設置。
- 2014年（平成26年）11月22日 - 開校50周年記念式典挙行。
- 2015年（平成27年）4月1日 - 肢体不自由特別支援学級開設。
- 2017年（平成29年）4月1日 - 病弱・身体虚弱特別支援学級開設。
- 2022年（令和4年）
  - 3月31日 - 比布町立比布中学校との統合により閉校。
  - 4月1日 - 比布町立比布中央学校（義務教育学校）が開校。

## 周辺
- ライスセンター
- 郷土資料館

## 進学先中学校
- 比布町立比布中学校

## アクセス
- JR宗谷本線比布駅から、徒歩約1km・約15分。